# Eiki Matayoshi
Eiki Matayoshi (又吉 栄喜, Matayoshi Eiki) est un écrivain japonais contemporain originaire d'Okinawa.
L'action de ses romans est toujours située dans l'archipel d'Okinawa, dont il est considéré comme l'un des romanciers contemporains les plus importants. Il s'est fait connaître à l'extérieur d'Okinawa grâce au prestigieux prix Akutagawa,qu'il remporte en 1995 pour son roman Buta no mukui (豚の報い « La récompense du cochon »).

## Biographie
Eiki Matayoshi est né le 15 juillet 1947 dans la ville d’Urasoe, sur l’île d’Okinawa.
Après avoir obtenu son diplôme d’histoire à l’Université des Ryūkyū, il est embauché à la bibliothèque municipale d’Urasoe. Il écrit romans et nouvelles en parallèle de cette activité.
Il est aujourd’hui membre du comité de sélection de divers prix, tels que le Kyūshū Geijutsusai Bungaku Shō (Prix littéraire du Festival des arts de Kyūshū), le Shin Okinawa Bungaku Shō (Nouveau Prix littéraire d’Okinawa), le Ryūkyū Shinpō Tanpen Shōsetsu Shō (Prix de la nouvelle du journal Ryūkyū Shinpō), ou encore le Nishi Nihon Bungaku Shō (Prix littéraire du Japon du Sud).
Ses écrits sont traduits en anglais, en français, en italien, en polonais, ou encore en coréen.

## Thèmes
Matayoshi place ses intrigues dans l'archipel d'Okinawa et plus précisément sur l'île principale, où sont concentrées de nombreuses bases militaires américaines. Ses écrits présentent souvent des soldats américains comme protagonistes. Par exemple, un de ses premiers romans, Jōji ga shasatsu shita inoshishi (ジョージが射殺した猪 - « Le sanglier que George a abattu »), publié en 1978, est devenu célèbre pour avoir été inspiré par une histoire vraie controversée. Un soldat des forces d'occupation américaines à Okinawa a abattu un homme de la région, et au cours du procès, a déclaré qu'il l'avait pris à tort pour un sanglier. Le soldat américain a été déclaré innocent, suscitant une grande colère parmi les habitants.

## Distinctions
- 1976 : 4e Ryūkyū Shinpō Tanpen Shōsetsu Shō (Prix de la nouvelle du journal Ryūkyū Shinpō) pour « Kānibaru Tōgyū Taikai » (カーニバル闘牛大会)
- 1978 : 8e Kyūshū Geijutsusai Bungaku Shō (Prix littéraire du Festival artistique de Kyūshū) pour « Jōji ga shasatsu shita inoshishi » (ジョージが射殺した猪)
- 1980 : 4e Subaru Bungaku Shō (Prix Subaru de littérature) pour « Ginnemu Yashiki » (ギンネム屋敷)
- 1996 : 114e Prix Akutagawa pour « Buta no Mukui » (豚の報い)

## Ouvrages

### Titres en japonais
- Ginnemu Yashiki (ギンネム屋敷), 1981
- Parashūto-hei no Purezento – Tanpen Shōsetsu-shū (パラシュート兵のプレゼント 短篇小説集), 1988
- Buta no Mukui (豚の報い), 1996
- Kinobori Buta (木登り豚), 1996
- Kahō wa Umi kara (果報は海から), 1998
- Nami no ue no Maria (波の上のマリア), 1998
- Umi no Madoromi (海の微睡み), 2000
- Rikugani-tachi no kōshin (陸蟹たちの行進), 2000
- Jinkotsu Tenjikan (人骨展示館), 2002
- Geigan (鯨岩), 2002
- Junsa no kubi (巡査の首), 2003
- Natsuyasumi no Kari (夏休みの狩り), 2007
- Yobiyoseru Shima (呼び寄せる島), 2008
- Ryōshi to Utahime (漁師と歌姫), 2009
- Jikū Koeta Okinawa (時空超えた沖縄), 2015
- Budda no Koishi (仏陀の小石), 2019

### Titres traduits (sélection)

#### Disponibles en français
- Histoire d’un squelette (VO : Jinkotsu Tenjikan), Arles : Philippe Picquier. Traduction du japonais vers le français par Patrick Honnoré.

#### Autres langues
- « Fortunes by the Sea » (VO : Kahō ha Umi kara). Michael Molasky, Steve Rabson (dir), Southern Exposure: Modern Japanese Literature from Okinawa. Honolulu: University of Hawaii Press, 2000. Traduction du japonais vers l’anglais par David Fahy.
- La punizione del maiale (VO : Buta no Mukui). Nuoro : Il Maestrale, 2008. Traduit du japonais vers l’italien par Luca Capponcelli et Costantino Pes.

- "The Carnival Bullfight" (VO : Kānibaru tōgyū taikai). Publié le 14 octobre 2009 sur le blog "Behold my Swarthy Face" . Traduit du japonais vers l'anglais par Tom Kain.

## Adaptations au cinéma
- 1998.  Beat (ビート). Réalisateur Amon Miyamoto (en) (Miyamoto Amon 宮本亜門, 1958- ). Projeté en 1998, à la Mostra de Venise. Roman original :  Nami no ue no Maria (波の上のマリア, 1998).

- 1999. Buta no mukui. Réalisateur Yōichi Sai (Sai Yoichi 崔洋一, 1949- ), projeté en 1999 au Festival international du film de Locarno (prix Don Quixote). Roman original : Buta no mukui (豚の報い, 1996).

## Source de la traduction
- (en) Cet article est partiellement ou en totalité issu de l’article de Wikipédia en anglais intitulé « Eiki Matayoshi » (voir la liste des auteurs).